# 洪都拉斯國立自治大學
洪都拉斯國立自治大學（西班牙語：Universidad Nacional Autónoma de Honduras）是洪都拉斯的一所國立公立大學，創立於1847年，至今其校園己遍佈全洪都拉斯。

## 历史
1845年12月，神父José Trinidad Reyes创办了La Sociedad del Genio Emprendedor y del Buen Gusto私立学校。1847年，它得到了洪都拉斯总统胡安·林多的支持，重设为洪都拉斯大学（University of Honduras），位于St. Francis教堂。1896年，搬迁到La Merced教堂旁边。1957年，军政府赋予大学自治权，并改名为洪都拉斯国立自治大学。

## 校舍
大學的主校園位於首都德古斯加巴，亦是醫學院的醫院及校舍所在地。其他校舍位於聖佩德羅蘇拉、科馬亞瓜和拉塞瓦。

## 圖書館
該校設有一圖書館，名為「UNAH」，創立於1960年代后期。

## 外部連結
- UNAH （页面存档备份，存于）（西班牙文）

14°05′06″N 87°09′47″W / 14.084961°N 87.163164°W